# Kazeem Olaigbe
Kazeem Aderemi Olaigbe (Brussel, 2 januari 2003) is een Belgisch voetballer van Nigeriaanse afkomst die sinds augustus 2025 uitkomt voor Trabzonspor.

## Clubcarrière

### Jeugd
Olaigbe begon zijn jeugdopleiding bij FC Brussels, waar hij werd weggeplukt door RSC Anderlecht. In 2019 ruilde hij de jeugdopleiding van RSC Anderlecht voor die van Southampton FC. In februari 2022 ondertekende hij een contractverlenging tot 2024 bij de club. Na afloop van het seizoen 2022/23, waarin hij in de Premier League 2 goed was voor twaalf goals, behoorde hij tot de acht genomineerden  voor de Speler van het Jaar-trofee in de Engelse beloftencompetitie.

### Ross County & Harrogate Town
In juni 2022 leende Southampton hem voor een seizoen uit aan de Schotse eersteklasser Ross County. Op 9 juli 2022 maakte hij zijn officiële debuut voor de club in de Scottish League Cup-wedstrijd tegen amateurclub Buckie Thistle FC, die Ross County pas na strafschoppen kon winnen. Olaigbe zette in deze strafschoppenreeks succesvol een strafschop om. Op 23 juli 2022 opende hij zijn doelpuntenrekening voor Ross County, eveneens in de League Cup: in de 7-0-zege tegen East Fife FC scoorde hij tweemaal. Op 30 juli 2022 debuteerde hij in de Scottish Premiership: op de openingsspeeldag liet trainer Malky Mackay hem tegen Heart of Midlothian (2-1-verlies) in de 64e minuut invallen.
Op 31 januari 2023 raakte bekend dat de uitleenbeurt van Olaigbe aan Ross County vroegtijdig werd stopgezet. Dezelfde dag nog werd aangekondigd dat Olaigbe, die naast negentien competitiewedstrijden ook zes wedstrijden in de bekercompetities speelde in Schotland, het seizoen uitdeed bij de Engelse vierdeklasser Harrogate Town. Ook voor deze club speelde Olaigbe dat seizoen negentien competitiewedstrijden. 

### Cercle Brugge
In de zomer van 2023 werd Olaigbe gelinkt aan een transfer naar Standard Luik. Eind augustus 2023 ondertekende hij evenwel een vierjarig contract bij Cercle Brugge. Op 2 september 2023 maakte Olaigbe zijn officiële debuut voor Cercle Brugge: in de competitiewedstrijd tegen KVC Westerlo (2-1-zege) liet trainer Miron Muslic hem in de 85e minuut invallen voor tweevoudig doelpuntenmaker Kévin Denkey. Het bleek de voorbode voor zijn debuutseizoen bij Cercle, waarin hij hoofdzakelijk als invaller fungeerde maar wel indruk maakte. Olaigbe, die in het begin van het seizoen een paar belangrijke doelpunten als invaller scoorde bij de Belgische beloften, scoorde twee van zijn drie goals in de reguliere competitie als invaller – enkel in de 4-1-zege tegen STVV scoorde hij als basisspeler. Cercle Brugge plaatste zich dat seizoen voor de Champions' play-offs en schoof daarin op van de vijfde naar de vierde plaats, waardoor de Vereniging zich plaatste voor de Europa League.
In zijn tweede seizoen bij Cercle Brugge schipperde Olaigbe, die in zijn debuutseizoen slechts vier keer basisspeler was geweest, meer tussen bank en basis. De flankaanvaller krikte dat seizoen ook zijn doelpuntenproductie op: bij de jaarwisseling had hij al acht keer gescoord, waarvan vijf keer in Europa. Twee van die vijf goals scoorde hij in de kwalificatiewedstrijden: in de heenwedstrijd tegen Kilmarnock FC (1-1-gelijkspel) opende hij de score, in de heenwedstrijd tegen Wisla Krakow (1-6-zege) in de Conference League scoorde hij het zesde Brugse doelpunt. In de league phase opende hij de score in de 3-1-nederlaag tegen Vikingur Reykjavik en was hij in de 1-4-zege bij NK Olimpija goed voor de eerste en laatste Brugse goal.

### Stade Rennais
In februari 2025 versierde Olaigbe een transfer naar de Franse eersteklasser Stade Rennais.

## Clubstatistieken
| Seizoen         | Club            | Land               | Competitie           | Competitie | Competitie | Beker | Beker | Supercup | Supercup | Europees | Europees | Totaal | Totaal |
| Seizoen         | Club            | Land               | Competitie           | Wed.       | Dlp.       | Wed.  | Dlp.  | Wed.     | Dlp.     | Wed.     | Dlp.     | Wed.   | Dlp.   |
| --------------- | --------------- | ------------------ | -------------------- | ---------- | ---------- | ----- | ----- | -------- | -------- | -------- | -------- | ------ | ------ |
| 2022/23         | Southampton FC  | Vlag van Engeland  | Premier League       | 0          | 0          | 0     | 0     | —        | —        | —        | —        | 0      | 0      |
| 2022/23         | → Ross County   | Vlag van Schotland | Scottish Premiership | 19         | 0          | 6     | 2     | —        | —        | —        | —        | 25     | 2      |
| 2022/23         | →Harrogate Town | Vlag van Engeland  | League Two           | 19         | 3          | 0     | 0     | —        | —        | —        | —        | 19     | 3      |
| 2023/24         | Cercle Brugge   | Vlag van België    | Jupiler Pro League   | 28         | 4          | 1     | 0     | —        | —        | —        | —        | 29     | 4      |
| 2024/25         | Cercle Brugge   | Vlag van België    | Jupiler Pro League   | 19         | 3          | 2     | 0     | —        | —        | 10       | 5        | 31     | 8      |
| 2024/25         | Stade Rennais   | Vlag van Frankrijk | Ligue 1              | 3          | 0          | 0     | 0     | —        | —        | —        | —        | 3      | 0      |
| Carrière totaal | Carrière totaal | Carrière totaal    | Carrière totaal      | 88         | 10         | 9     | 2     | 0        | 0        | 10       | 5        | 107    | 17     |

Bijgewerkt op 27 februari 2025.

## Interlandcarrière
Olaigbe debuteerde in 2018 als Belgisch jeugdinternational. Op 11 september 2023 maakte hij zijn debuut voor de Belgische beloften in de EK-kwalificatiewedstrijd tegen Kazachstan. Olaigbe viel in de 70e minuut in voor Malick Fofana en scoorde zeven minuten later het enige doelpunt van de wedstrijd, waardoor Gill Swerts zijn ambtstermijn als beloftenbondscoach met een zege kon inzetten. In oktober 2023 was hij tot tweemaal toe van goudwaarde voor de Belgische beloften, telkens als invaller: in de EK-kwalificatiewedstrijd tegen Malta opende hij na 75 minuten de score – waarna Arne Engels nog voor een veilige 0-2 zorgde –, tegen Hongarije was hij dan weer opnieuw goed voor het enige doelpunt van de wedstrijd.